# Jean-Charles de la Faille

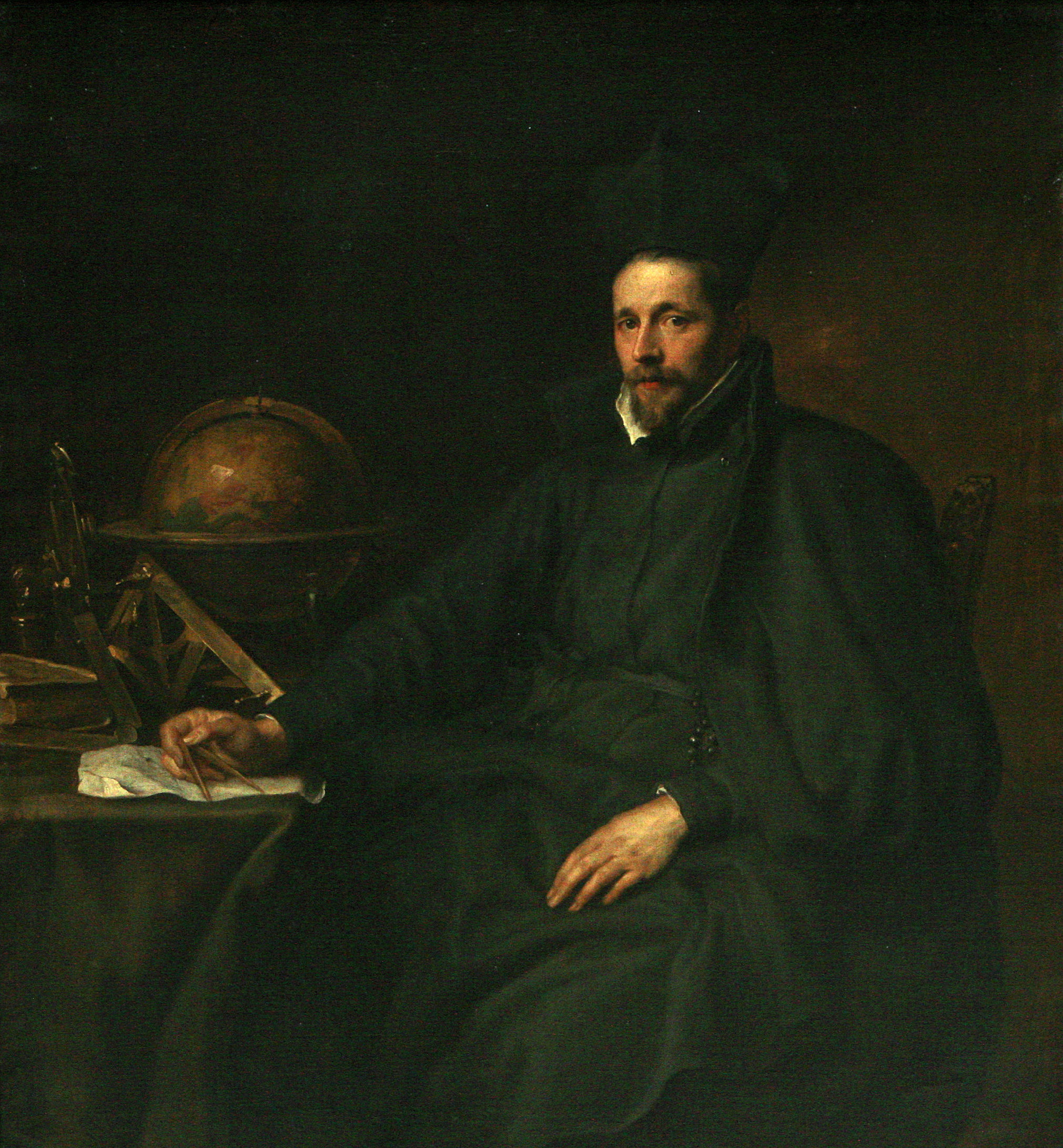
Jean-Charles de la Faille von Anton van Dyck

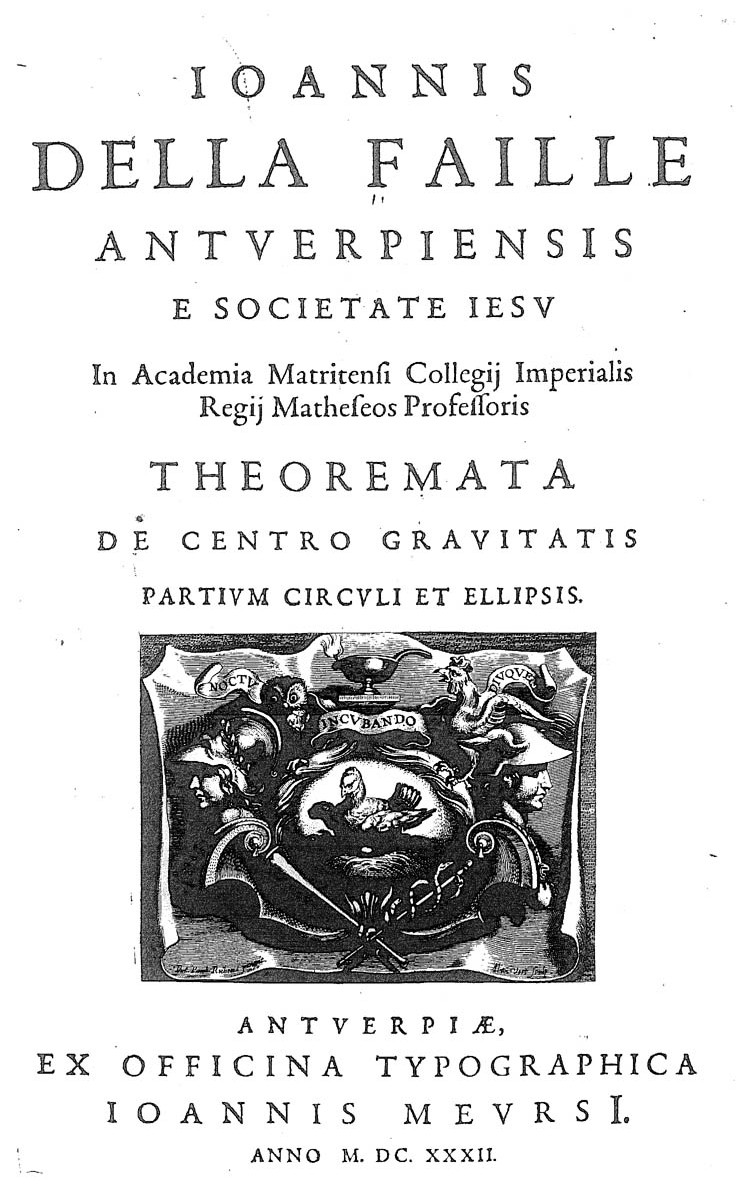
Theoremata de centro gravitatis partium circulis et ellipsis, 1632

Jean-Charles de la Faille, auch Jan-Karel della Faille, (* 1. März 1597 Antwerpen; † 4. November 1652 in Barcelona) war ein Mathematiker und Jesuit.

## Leben
De la Faille stammte aus einer adligen Familie von Kaufleuten in Antwerpen. Er besuchte die Schule der Jesuiten in Antwerpen und trat im September 1613 dem Orden bei. Nach zwei Jahren am Kolleg der Jesuiten in Mechelen studierte er in Antwerpen am Jesuiten-Kolleg unter anderem bei Grégoire de Saint-Vincent und François d’Aguilon. 1620 setzte er sein Studium in Frankreich in Dole fort, wo er auch begann Mathematik zu unterrichten. 1626 bis 1628 lehrte er am Jesuiten-Kolleg in Löwen und ging 1629 nach Spanien, wo er Professor am königlichen Kolleg in Madrid war, wo er Mathematik und Militärtechnik (u. a. Befestigungen) unterrichtete. Gleichzeitig beriet er den spanischen König Philipp IV. und die Regierung in diesen Fragen und gab Privatunterricht für spanische Adlige und die königlichen Pagen. 1638 machte ihn Philipp IV. zum leitenden Kosmographen des Consejo de Indias. 1641 bis 1644 beriet er den Herzog von Alba im Bau von Befestigungen an der Grenze zu Portugal, das seine Unabhängigkeit erklärt hatte. 1644 wurde er Lehrer und bald darauf Berater des illegitimen Sohnes von Philipp IV. Juan José de Austria. De la Faille begleitete ihn auf seinen militärischen Kampagnen in Neapel und gegen einen Aufstand in Katalonien. Er nahm an der Belagerung von Barcelona 1652 teil. Einen Monat nach Eroberung der Stadt starb de la Faille dort.
In seiner bekanntesten mathematischen Arbeit von 1632 befasste er sich mit Flächen- und Schwerpunktbestimmung in Anschluss an Archimedes und Luca Valerio. Speziell bestimmte er Schwerpunkte von Kreisabschnitten, regulären Figuren, die Kreisen einbeschrieben waren und von Ellipsen.
Er war mit dem Ingenieur und Kartographen Michael Florent van Langren befreundet und unterstützte dessen Lösungsvorschlag des Längenbestimmungsproblems über Mondphasen, mit dem er hoffte einen von Spanien ausgesetzten Preis zu gewinnen, was sich aber nicht realisierte.
Anton van Dyck porträtierte de la Faille auf Wunsch von dessen Familie. Das Bild ist in den Königlichen Museen der Schönen Künste in Brüssel.

## Schriften
- Theses mechanicae 1625
- Theoremata de centro gravitatis partium circuli et ellipsis, 1632